# Nicolas Barthomeuf
Pas d'image ? Cliquez ici

a Compétitions nationales et continentales officielles uniquement.

b Matchs officiels uniquement.
Nicolas Barthomeuf, né le 5 février 1986 à Beaumont (Puy-de-Dôme), est un joueur français de rugby à XV et de rugby à sept qui évolue au poste de troisième ligne centre.
De 2006 à 2008, il joue au sein du club professionnel de l'ASM Clermont Auvergne où il est formé. Par la suite, il joue au Limoges Rugby jusqu'en 2010 lorsqu'il rejoint l'US Montauban. En 2013, il signe au RC Montauban, puis il termine ensuite sa carrière sportive au Céret Sportif à trente ans. Durant sa jeunesse, il est sélectionné avec les équipes de France des moins de 17, 18 et 19 ans. Sa carrière est freinée par des sérieuses blessures au genou.
Son frère, Marc Barthomeuf, est un joueur professionnel de rugby à XV.

## Biographie
Nicolas Barthomeuf naît le 5 février 1986 à Beaumont dans le Puy-de-Dôme. Il commence la pratique du rugby à XV au sein de l'école de rugby de l'AS Montferrand puis intègre ensuite le centre de formation du club où il joue avec l'équipe espoirs. Il connaît les sélections françaises de jeunes en moins de 17, 18 et 19 ans, disputant la Coupe du monde des moins de 19 ans avec Sébastien Calvet en tant que sélectionneur.
Par la suite, il fait ses débuts professionnels avec le club clermontois en Top 14 en 2006 lors d'une rencontre contre le RC Narbonne. Lors de cette première saison, il prend part à six rencontres dont quatre de Challenge européen. La saison suivante, il ne joue aucune rencontre avec l'équipe professionnelle.
En 2008, il rejoint Limoges Rugby en Fédérale 1. Durant ses deux années au club, il joue peu de matchs à cause d'une grave blessure aux ligaments croisés internes.
À partir de la saison 2010-2011, il signe à l'US Montauban dans le même championnat où il retrouve Sébastien Calvet. Il joue jusqu'à la saison 2011-2012 avec l'équipe première de l'US Montauban. Pendant la saison 2012-2013, il joue avec l'équipe réserve du club,.
Puis, il rejoint le club voisin du RC Montauban, en Fédérale 2, à partir de la saison 2013-2014.
Par la suite, durant l'intersaison 2015, il signe au Céret Sportif. Puis, il termine sa carrière sportive à l'âge de trente ans à cause de ses blessures au genou.
Son frère cadet, Marc, est un joueur professionnel de rugby à XV et est également formé à l'ASM Clermont Auvergne avant de faire sa carrière professionnelle au SU Agen,.

## Palmarès

### En club
- Finaliste du Championnat de France en 2007 et 2008 avec ASM Clermont Auvergne.

### En équipe nationale
- Vainqueur du tournoi de Tanger : 2007[réf. nécessaire]

## Statistiques en équipe nationale
- Équipe de France -19 ans :
  - 2005 : participation au championnat du monde en Afrique du Sud, 2 sélections (Australie, Roumanie)[réf. nécessaire]
  - 3 sélections en 2004-2005[réf. nécessaire]
- Équipe de France -18 ans : 4 sélections en 2004 (pays de Galles, Écosse, Angleterre, Irlande)[réf. nécessaire]
- Équipe de France de rugby à sept (participation au tournoi de Tanger 2007)[réf. nécessaire]